# Mindanaosultanspett
Mindanaosultanspett (Chrysocolaptes lucidus) är en fågel i familjen hackspettar inom ordningen hackspettartade fåglar.

## Utseende och läte
Mindanaosultanspetten är en stor hackspett, med orange- eller rödaktig rygg och mörk undersida med kraftig gräddfärgad fläckning. Halsen är beigefläckad. Den trekantiga huvudtofsen är lysande röd hos hanen och orange med vita fläckar hos honan. Bland lätena hörs en ljudlig metallisk och skallrande drill.

## Utbredning och systematik
Mindanaosultanspetten förekommer i södra Filippinerna. Den delas in i tre underarter med följande utbredning:
- Chrysocolaptes lucidus rufopunctatus – Bohol, Leyte, Samar, Biliran och Panaon)
- Chrysocolaptes lucidus lucidus – södra Filippinerna (Zamboangahalvön på västra Mindanao och Basilan)
- Chrysocolaptes lucidus montanus – Mindanao (utom Zamboangahalvön) och Samal

Tidigare inkluderades även C. strictus, haematribon, xanthocephalus, guttacristatus, stricklandi och erythrocephalus i C. lucidus, då under det svenska namnet större sultanspett (nu överflyttat till C. guttacristatus). Vissa gör det fortfarande.

## Levnadssätt
Mindanaosultanspetten förekommer i låglänta områden och lägre bergstrakter. Den hittas i skogstrakter med tät undervegetation.

## Status och hot
Arten har ett stort utbredningsområde men tros minska i antal, dock inte tillräckligt kraftigt för att den ska betraktas som hotad. Internationella naturvårdsunionen IUCN listar därför arten som livskraftig (LC).